# Stefan Luranc
Stefan Luranc (ur. 23 października 1895 w Wieprzu, zm. 5 lipca 1916 pod Kostiuchnówką) – chorąży Legionów Polskich, działacz niepodległościowy, kawaler Orderu Virtuti Militari.

## Życiorys
Urodził się 23 października 1895 w Wieprzu, w ówczesnym powiecie wadowickim Królestwa Galicji i Lodomerii, w rodzinie Adama i Marii ze Szlagarów. 28 czerwca 1914 ukończył naukę w VIII klasie i zdał maturę w c. k. Gimnazjum w Wadowicach. Zamierzał studiować w akademii górniczej. Od 1912 należał do Związku Strzeleckiego.
Od sierpnia 1914 w Legionach Polskich jako żołnierz 2 pułku piechoty. 21 maja 1915 rozpoczął naukę w Szkole Podchorążych Legionów Polskich. 22 lipca ukończył szkolenie z „postępem bardzo dobrym”, został mianowany aspirantem oficerskim z odznakami sierżanta i poborami plutonowego oraz przydzielony do Batalionu Uzupełniającego Nr III. 27 lipca 1915 został przeniesiony do 5. kompanii II batalionu 6 pułku piechoty.
„Szczególnie odznaczył się walce o Polską Górę pod Kostiuchnówką, gdzie dowodził plutonem: na czele swojego oddziału zainicjował brawurowy atak w kierunku rosyjskich okopów, zdobytych w walce wręcz. Zginął na polu walki i tam pochowany. Za czyny bojowe otrzymał Order Virtuti Militari”.
Był kawalerem, nie miał dzieci.

## Ordery i odznaczenia
- Krzyż Srebrny Orderu Wojskowego Virtuti Militari nr 6374 – pośmiertnie, 17 maja 1922[11][1][2][12][13]
- Krzyż Niepodległości – pośmiertnie, 12 maja 1931 „za pracę w dziele odzyskania Niepodległości”[14][2]
- Krzyż Pamiątkowy 6 pułku piechoty Legionów Polskich[15]
- Srebrny Medal Waleczności 2 klasy dwukrotnie[16][17]